# Szonja norvég királyné
Szonja norvég királyné (született Sonja Haraldsen; Oslo, 1937. július 4. –) Norvégia királynéja, V. Harald norvég király felesége.

## Élete
Közrendű családból származik. Apja Karl August Haraldsen (Solum, Telemark, 1889. április 5. - Oslo, 1959. március 9.), Andrew Volstead amerikai politikus és Johan Christian Heuch püspök (1838-1904) távoli rokona. Anyja Dagny Ulrichsen (Skien, Telemark, 1898. november 25. - Diakonhjemmet, Oslo, 1994. október 15.).
Harald még koronahercegként jegyezte el 1968 márciusában. Korábban már kilenc évig voltak együtt, de ezt titokban tartották, mert Szonja származása megütközést kelthetett volna. A koronaherceg azonban közölte apjával, V. Olaf királlyal, hogy vagy Szonját veszi feleségül, vagy sohasem házasodik meg. Ha agglegény marad, ez véget vethetett volna a dinasztia uralkodásának, sőt valószínűleg a norvég monarchiának is, mivel Harald volt apja egyetlen örököse. Olaf konzultált a kormánnyal, és ennek eredményeképp a pár 1968. augusztus 29-én egybekelt az oslói katedrálisban.
Miután Olaf király 1991. január 17-én elhunyt, Szonja lett Norvégia királynéja.
Két gyermekük van: Márta Lujza hercegnő, akinek férje Ari Behn író, és Haakon Magnus herceg, a trónörökös, aki az ugyancsak közrendű Mette-Marit Tjessem Høiby vette el feleségül.

### Külső hivatkozások
- Royal House of Norway
- A Királyi Ház honlapja a királynéről (norvégül, angolul)